# Юрт-Акбалик
Юрт-Акбалик (рос. Юрт-Акбалык) — село у Коливанському районі Новосибірської області Російської Федерації.
Входить до складу муніципального утворення Новотроїцька сільрада. Населення становить 269 осіб (2010).

## Історія
Згідно із законом від 2 червня 2004 року органом місцевого самоврядування є Новотроїцька сільрада.

## Населення
| 2002 | 2007 | 2010 |
| ---- | ---- | ---- |
| 330  | ↗340 | ↘269 |